# Max Steel (serie animata 2013)
Max Steel è una serie televisiva animata statunitense introdotta in Italia nel 2013; il genere è comico-scientifico e la storia è divisa in tre stagioni. È ispirata alla linea di action figure di Max Steel, creata da Mattel.
Nella prima serie del 2000 il protagonista si chiamava Josh.

## Trama
Max è un normalissimo ragazzo che vive nella città di Copper Canion; un giorno quando aiuta il suo amico Kirby scopre di possedere una strana energia, va in sovraccarico e sviene. Quando si sveglia si trova infermeria nella base dell'N-Tek, una agenzia segreta che si occupa delle emergenze aliene, gestito dallo zio di Max, Forge. Max scopre che suo padre morì per un incidente causato da Dredd, il suo assistente, e poi si unisce ad una forma di vita robot di nome Embaro Hack S.T.E.E.L. che gli promette di controllare la sua energia T.U.R.B.O. e si fonde con lui: i due diventano amici e si ritrovano a combattere i mostri Ultralink della specie di Steel.
Nella seconda serie Max scopre che il defunto padre Jim era l'ultimo alieno del pianeta Tachion sopravvissuto all'esplosione di questo. La N-Tek vede in Max la possibilità di sconfiggere Makkino, un tiranno alieno intenzionato a impadronirsi dell'Universo e quindi anche della Terra; durante gli addestramenti Max e Steel scoprono che quest'ultimo è un ex-servo di Makkino, che usa le sue conoscenze per creare un'armatura potenziata dall'energia T.U.R.B.O. di Max. Max così sconfigge tutti i nemici Ultralink ma Metal Elementor assorbe gli altri Elementor e decide di onorare la memoria di Makkino (ucciso da Max Steel) e distruggere la Terra e Max Steel attaccando il pianeta con orde di Ultralink che si fondono subito con ciò che trovano. Sulle tracce di Steel si mette anche il cacciatore di taglie proveniente da un pianeta di viaggiatori del tempo e accusa Steel di essere uno dei distruttori del pianeta Tachion, ma poi scopre che già allora Steel si era ribellato aiutando i Tachioniani ma riuscendo soltanto a salvare il padre di Max e il cacciatore e Steel diventano amici.
Nella terza stagione, due anni dopo l'incidente di Morphos, Max e Steel affrontano la loro più grande sfida di sempre. Quando un misterioso criminale di nome Mortum recluta i peggiori nemici di Max, Extroyer, Toxzon e The Elementors, si rendono conto che non possono salvare la giornata da soli. È tempo di formare una nuova squadra di eroi con Tempestra, La Fiera e C.Y.T.R.O. - TEAM TURBO e ferma Mortum dal furto di Connect-Tek.

## Episodi
| Stagione         | Episodi | Prima TV USA | Prima TV Italia |
| ---------------- | ------- | ------------ | --------------- |
| Prima stagione   | 26      | marzo 2013   | 2013            |
| Seconda stagione | 26      | agosto 2014  | 2014            |

## Personaggi

### Principali
- Maxwell "Max" McGrath/Max Steel: Un ragazzo con delle particolari abilità, Max viene portato nella struttura segreta "N-Tek" e scopre che suo zio, Forge Ferrus, è il comandante e co-fondatore di N-Tek, insieme a Jim McGrath (padre). Ha un potere chiamato TURBO, che deriva dal padre che è un alieno del pianeta Tachion, che lo scopre dopo un po' di tempo passato insieme a Steel, a causa delle memorie di Steel che ha un problema di virus. Doppiato da Renato Novara.
- N'Baro Atksteel X377/Steel: un alieno fatto solo di tecnologia, noto come Ultra-Link. È in grado di funzionare solo se caricato con l'energia TURBO, e insieme a Max, si trasforma nell'armatura di Max Steel. Il nucleo di memoria di Steel è stato danneggiato. Doppiato da Davide Garbolino.

### Altri personaggi
- Comandante Forge Ferrus:  Comandante N-Tek e mentore di Max, suo nipote. Sembra che Forge e il resto di N-Tek tengano nascosto un oscuro segreto da Max e Steel dall'episodio Thrill of the Hunt, quando hanno cercato di acquisire un Ultra-Link. Doppiato da Claudio Moneta.
- Jim McGrath/Ja'em Mk'rah:  Padre di Max, è uno dei fondatori di N-Tek e in seguito si scopre che era un essere alieno proveniente dal pianeta Takion. Jim McGrath era il migliore agente della N-Tek, intelligente e saggio. Era l'ufficiale scientifico di Forge Ferrus. Doppiato da Massimo Di Benedetto.
- Berto: Un ragazzo con delle particolari abilità, molto intelligente ed è capo scientifico dopo la scomparsa di Jim McGrath.
- Kat Ryan: è vicecomandante del N-tek e una pilota.
- Kirby Kowalski: amico di Max nella vita normale da studente.
- Butch prima bullo di scuola, ma grazie a Max chi gli fa cambiare idea diventa gentile e amico.
- Sindey è una ragazza che va a scuola, Max ha una cotta per lei e viceversa, alcune volte escono insieme.
- Molly McGrath è la madre di Max e moglie di Jim McGrath, agente di N-tek. Per sedici anni insieme a Forge tiene il segreto sulle origini di Max che per metà è di origine Tachion per via di suo padre.

### Antagonisti
- Makino: è un dio alieno tecno-organico dall'aspetto di un umano dalla pelle nera con una corazza indistruttibile e due occhi robotici. Possiede diversi poteri, tra cui l'assorbimento di qualsiasi cosa, creazione di mondi, armi che possono distruggere pianeti interi, cloni e la capacità di generare raggi distruttivi. È l'antagonista principale della serie e il suo unico obbiettivo è conquistare ed assorbire tutti i pianeti dell'Universo con un esercito di alieni tecno-organici chiamati Ultra-Link; dopo la distruzione di Tachion (di cui si salvò solo Jim) Makino si diresse verso la Terra, non ritenendola un grande nemico (data l'arretratezza dei terrestri) e impiegando quindi poche truppe. Jim però raggiunse il pianeta e sconfisse il suo esercito con l'aiuto di un Ultra-Link traditore, Steel; Makino allora fuggì e giurò vendetta. Anni dopo, Makino inviò il suo esercito verso la Terra, ma scoprì che il figlio di Jim, Max, opponeva una fiera resistenza. Allora decise di recarsi personalmente sulla Terra, ma fu sconfitto da Max Steel e da Ven Ghan; tuttavia sopravvisse e un anno dopo tornò nuovamente sul nostro mondo, ma venne definitivamente sconfitto da Max Steel e da Jim.
- Morphos: è un mostro che è stato creato dal progetto Morphos, questo progetto serviva come ultima difesa contro il conquistatore intergalattico Makino ma temendo che Morphos potesse diventare una minaccia peggiore di Makino che avrebbe potuto distruggere l'intero universo il progetto era stato cancellato e si è deciso di continuare con il TURBO star. 16 anni dopo Miles Dreed dà la vita a Morphos e gli dà una parte del suo DNA in modo che elimini Max Steel, ma Morphos si rivolterà contro il suo stesso "padre" dopo che Dredd ha tentato di ucciderlo perché non era riuscito a sconfiggere Max Steel. I suoi poteri gli permettono di reagire, adattarsi ed evolversi da qualsiasi cosa, può copiare qualsiasi cosa gli si para davanti e renderla anche migliore dell'originale, ha dimostrato di possedere incredibile superforza, permettendogli di tenere testa a esseri potenti come Extroyer, Max Steel e Miles Dreed, Morphos e più veloce dell'occhio umano e persino Dreed non è riuscito ad anticipare i suoi movimenti. Inoltre possiede un'eccezionale resistenza fisica: nemmeno i raggi turbo di Man possono sconfiggerlo facilmente, non sopporta né la fatica né la fame ed è praticamente immortale.
- Miles Dreed: un tempo era un collega di Jim nella N-Tek ma dopo il sovraccarico dell'energia TURBO (che egli ha intenzionalmente provocato), riuscì ad assorbire gran parte dell'energia diventando così uno dei principali antagonisti. È in grado di utilizzare questa energia a piacimento ed ha una sola modalità turbo secondaria.
- Extroyer: ex scienziato al servizio di Dreed entrato poi in contatto con un Ultra-Link può trasformarsi in qualunque super animale.
- gli Elementor: sono quattro Mega-Link che possiedono i poteri degli elementi e sono in grado di manovrare la materia; essi sono Elementor Aria, capace di dominare i fenomeni atmosferici, Elementor Acqua, capace di dominare l'acqua e di resistere alla pressione, Elementor Terra, capace di dominare i terremoti e le frane, e Elementor Fuoco, dominatore delle fiamme. Obbediscono ciecamente a Makino e per loro l'unico obbiettivo è assorbire ogni pianeta dell'Universo. In un episodio si uniscono per errore in un'unica entità, Elementor, ma le loro personalità rimangono comunque divise; in un altro episodio vengono assorbiti da Metal-Elementor, diventando Mega-Metal-Elementor. Nel penultimo episodio vengono nuovamente divisi da Max Steel con il Turbostar e precipitano sulla Terra, bruciando nell'atmosfera.
- Ultimate Elementor: è un Mega-Link formatosi dopo l'unione dei quattro Elementor avvenuta dopo un incidente. Si tratta di quattro personalità unite in un unico corpo, con l'aspetto di un grosso rettile con quattro braccia e una coda; il colore del corpo varia a seconda dell'Elementor che combatte. Per lottare usa la sua straordinaria forza e i suoi poteri degli elementi; proprio come tutti gli Ultra-Link, il suo unico obbiettivo è servire Makino, anche se il suo principale dovere è guidare le truppe, non assorbire. Vede in Max Steel un acerrimo nemico. Quando in un episodio Metal-Elementor cattura Max Steel e Ven Ghan, il compito di Elementor è quello di sorvegliarli, ma fallisce e i due scappano; Metal-Elementor allora informa Makino, che gli dà l'autorizzazione di assorbirlo. Elementor cerca di fuggire, ma dopo una breve lotta Metal-Elementor riesce ad assorbirlo, trasformandosi in Mega-Metal-Elementor. alla fine pero Max Steel, utilizzando il Turbostar, lo colpisce facendolo "defondere" e gli Elementor vengono scagliati nello spazio.
- Mega-Metal-Elementor: è la fusione raggiunta da Metal Elementor dopo aver assorbito Ultimate Elementor. Metal Elementor riceve l'autorizzazione da Makino di assorbire Ultimate Elementor, per punirlo del suo fallimento, cosa che infatti riesce e di conseguenza Metal Elementor diventa fortissimo. Alla fine Max Steel, utilizzando il Turbostar, lo fa "defondere" e gli Elementor vengono scagliati nello spazio.